# Thiruthuraipoondi
Thiruthuraipoondi é uma cidade e um município no distrito de Thiruvarur, no estado indiano de Tamil Nadu.

## Demografia
Segundo o censo de 2001,  Thiruthuraipoondi  tinha uma população de 22,754 habitantes. Os indivíduos do sexo masculino constituem 49% da população e os do sexo feminino 51%. Thiruthuraipoondi tem uma taxa de literacia de 74%, superior à média nacional de 59.5%: a literacia no sexo masculino é de 79% e no sexo feminino é de 70%. Em Thiruthuraipoondi, 11% da população está abaixo dos 6 anos de idade.